# Paitela Kelemene
Paitela Kelemene (14 januari 1987) is een Tuvaluaans voetballer die uitkomt voor Tofaga.
Paitela deed in 2007 mee met het Tuvaluaans voetbalelftal op de Pacific Games 2007 waar hij drie wedstrijden speelde. In 2008 deed hij met het Tuvaluaans zaalvoetbalteam bij de Oceanian Futsal Championship 2008 mee, de zes wedstrijden die hij speelde, scoorde hij twee keer. In 2010 deed hij ook mee bij het Oceanian Futsal Championship 2010, daar speelde hij vier wedstrijden.